# تام پاکستون
تام پاکستون (انگلیسی: Tom Paxton؛ زادهٔ ۳۱ اکتبر ۱۹۳۷) یک موسیقی‌دان اهل ایالات متحده آمریکا است. وی از سال ۱۹۶۲ میلادی تاکنون مشغول فعالیت بوده‌است.